# Yoko Shinozaki
Pour les articles homonymes, voir Shinozaki.
Yoko Shinozaki (-Tamura), née le 29 janvier 1945, est une joueuse de volley-ball japonaise.
Joueuse de l'équipe du Japon de volley-ball féminin, elle remporte le Championnat du monde de volley-ball féminin 1962, le tournoi olympique de volley-ball de 1964 à Tokyo et le Championnat du monde de volley-ball féminin 1967. 